# Spiroctenus minor
Spiroctenus minor is een spinnensoort in de taxonomische indeling van de bruine klapdeurspinnen (Nemesiidae).
Spiroctenus minor werd in 1913 beschreven door Hewitt.